# Gaspard Béby Gnéba
Gaspard Béby Gnéba (ur. 6 stycznia 1963 w Tehiri Guitry) – iworyjski duchowny rzymskokatolicki, od 2008 biskup Man.

## Życiorys
Święcenia kapłańskie przyjął 12 lipca 1992 i został inkardynowany do archidiecezji Gagnoa. Po święceniach został wikariuszem parafii katedralnej oraz dyrektorem miejscowego centrum katechetycznego. Po odbytych w Rzymie studiach z teologii duchowości objął funkcję wykładowcy tegoż przedmiotu w archidiecezjalnym seminarium.
18 grudnia 2007 został prekonizowany biskupem diecezji Man. Sakry biskupiej udzielił mu 8 marca 2008 abp Barthélémy Djabla.